# 몽골 제국의 남송 정복전쟁
몽송전쟁(蒙宋戰爭), 송원전쟁(宋元戰爭), 혹은 몽골의 남송 원정(Mongol conquest of the Song dynasty)은 오고타이 칸(Ogotai Khan, 혹은 외게데이 칸Ögedei Khan, 窩闊台汗, 재위 1229–1241)이 시작하여 쿠빌라이 칸(Kublai Khan, 忽必烈汗, 재위 1260–1294) 때에 완수된, 몽골의 중국 정복에 있어 마지막 단계였다. 정벌을 통해 몽골은 원(元)이라는 왕조 하에 동아시아 대륙 전체를 장악하였다. 또한 몽골 제국의 마지막 군사 정벌이다.

## 배경

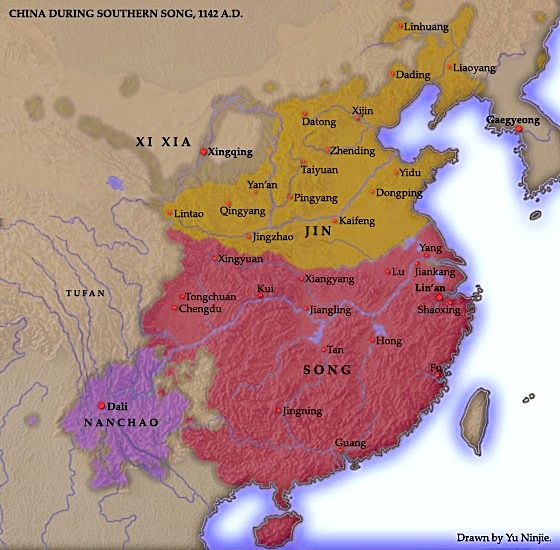

몽금전쟁(蒙金戰爭) 발생 이전, 남송(南宋)은 몽골에 사신을 파견하여 송금전쟁(宋金戰爭)을 펼쳤던 금(金)을 협공하자고 협상했던 걱으로 보인다. 징기스칸(Genghis Khan)은 거절했지만, 1227년 징기스칸은 사망하였지만 송을 관통하여 금의 수도를 공격하는 계획을 남겨두었다. 그 다음 송의 행정관이 미상의 이유로 몽골 사신을 죽였다. 해명을 받기도 전에 몽골은 송의 영토에 진격하여 하남(河南)에 있는 금의 요새로 들어가려 했다.

송 이종(宋理宗)

### 정해지변(1227)
1227년 초봄, 징기스칸은 금과 서하(西夏) 정벌을 명분으로 작은 부대를 송의 이주로(利州路)를 향해 진격시켰다. 계주(階州), 봉주(鳳州), 성주(成州), 화주(和州), 천수(天水)가 파괴되었다. 이후 몽골군은 남하하여 문주(文州)를 포위하였다. 양력 7월, 몽골군은 북쪽으로 돌아갔다. 징기스칸은 금을 멸망시키기 위해 몽골군은 송을 지나야 한다는 것을 알았다. 1227년 정해지변(丁亥之變)은 몽골과 남송의 첫 전투였지만 몽골과 진의 분쟁이 우연히 발생했다.

### 촉구전투
1230년 겨울부터 1231년 가을까지, 몽골군은 억지로 송을 관통했다. 촉구(蜀口)의 세 통로 가운데에 있는 지역에서, 몽골군은 남송 군대와 여러 전투에 들어갔다. 몽골이 남손을 공식적으류 정벌하기 시작하기 전에, 이 전투는 두 번째이지만 가장 큰 무장 갈등이었다.

### 몽금전쟁 이후
1233년 남송은 몽골의 동맹이 되었고 몽골은 황하(黃河) 남쪽 영역들 남송과 공유하기로 약속했다. 남송 장군 맹공(孟珙)은 금의 장군 오현(Wu Xian)을 공격하여 꺾었고, 군대를 채주포위전(蔡州包圍戰)에 투입, 금의 마지막 황제가 도주했다. 몽골군의 도움으로 남송은 100년 넘게 화북(華北)을 장악한 금을 멸망시켰다. 1년 후, 남송 장군들은 송의 옛 수도 개봉(開封)을 점하기 위하여 군대를 진군시켰다. 남송군은 개봉까지 진군했지만, 징기스칸의 유명한 동료 보오르추(Boorchu)의 후손 타치르(Tachir)에 의해 완전히 쫓겨났다.
오고타이 칸의 아들들이 지휘하던 몽골군은 느리지만 꾸준한 남침을 시작했다. 남송군은 강력히 저항했지만 원정만 길어질 뿐이었다. 그러나 원정의 수행에 있어 주요한 걸림돌은 말에게 적절치 못한 낯선 땅, 새로운 질병 창궐, 스텝 초원의 황금 씨족에게는 완전히 낯선 해전의 수행이었다. 이러한 것들로 인해, 가장 어렵고 오래 끌었던 몽골 정복 전쟁이 시작되었다. 몽골의 전투 전체 중에서 중국인들은 가장 큰 저항을 보였고, 몽골군은 승리를 위해 자신이 획득할 수 있는 각각의 이점과 당시 알려진 군사적 계략을 필요로 했다.
고려(高麗)와 남송은 빠른 시간 내에 몽골군에게 쉽게 깨졌던 유라시아 대륙 다른 지역보다도 더욱 '끈질긴 저항'을 보였다.
남중국 침공 몽골군은 1256년 중동(Middle East)을 침공하러 보낸 군대들보다 훨씬 규모가 컸다.

## 1단계(1235–1248)
1235년 이후, 몽골 장군 코단(Köden, Ködan, 闊端)은 성도평원(成都平原)을 가로질러 사천(四川) 지역을 공격하였다. 이전부터 사천 점령은 화남 정벌의 중요한 단계였다. 1236년, 양자평원(揚子平原, 혹은 장강중하류평원長江中下流平原)의 관문이자 남송 장군 조우문(曹友聞)이 지키고 있었던 양양(襄陽)을 함락했다. 그동안 동쪽에서 남송 장군 맹공과 두고(杜杲)가 구온불화(口溫不花)가 지휘하는 몽골군의 압박을 이겨냈는데, 몽골 주요 군대가 마침 유럽으로 이동했기 때문이다. 사천에서는 사천안무치제사(四川安撫置制使) 여개(余玠)가 염진(冉璡)과 염박(冉璞) 형제의 계획을 취하여 조어성(釣魚城, 현재 중경시重慶市 합천구合川區)과 같은 산악 지역 중요한 지점을 강화하였다. 이 지점에서 여개는 10년 동안 사천을 지켰다. 1239년 맹공은 몽골군을 꺽고 양양을 수복하여 수년 동안 몽골군과 사천을 놓고 경합을 벌였다. 1241년 몽골군이 획득한 유일한 곳은 성도(成都)뿐이었다. 회하(淮河)에서는 몽골제국의 지휘군이 계속 방어하고 있었으며, 남송의 일부 주요 도시를 점령하였지만, 퇴레게네 카툰(Töregene Khatun)과 귀유크 칸(Güyük Khan)이 장수들에게 남송 공격을 지시했다.

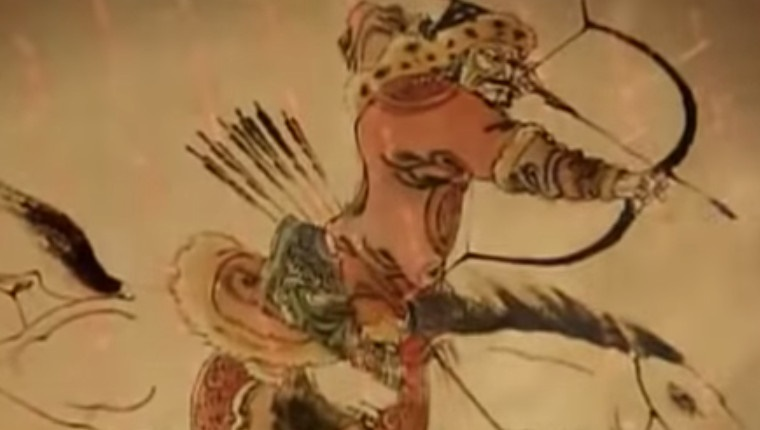
몽골 전사가 말을 타고 화살을 쏘는 장면

많은 한족들은 금(金)을 상대로 싸우면서 몽골에 합세하였다. 4명의 한인 만호(萬戶)로 장유(張柔), 엄실(嚴實), 사천택(史天澤), 유흑마(劉黑馬)가 오고타이 칸의 휘하에 있는 한인 만호를 지휘하였다.
몽골군과 남송군의 대립은 성도 지역에서 벌어졌다. 퇴레게네가 화약을 맺기 위하여 사신을 보내자, 남송은 이들을 투옥시켰다. 1242년 몽골군은 사천을 침공했다. 지휘관은 만호 장수 장유와 차가안(Chagaan)에게 남송을 공격하도록 지시했다. 남송 영역을 약탈하자, 남송 조정은 휴전을 협상하러 사절단을 파견했다. 몽골이 남송의 제의를 받아들이면서 차가안과 장유는 북쪽으로 돌아왔다.
몽골군은 몽골보다는 화남의 토병(土兵)을 자주 사용했다. 대리국(大理國)의 찬북군(爨僰軍)은 대리국 황족인 단씨(段氏)가 지휘하였으며, 장강 유역에서 발생한 몽골군과 남송군의 전쟁에서 몽골군의 주력 군대였다. 남송 공격 당시 3천명의 기병이 우량카다이(Uriyangkhadai) 휘하에 있었지만, 그의 주력 부대는 단씨의 찬북군이었다.
몽골군의 남경(南京) 공격에 대한 한 기록은 남송군이 화약으로 몽골군을 공격했다고 전한다.
몽골군이 땅 밑으로 굴을 파서 미사일을 회피하자, 우리는 '진천뢰(震天雷)'라는 기기를 철로 묶기로 결정하고 ... 그곳에 내려 보내었다.

 이 장치에 대한 용어의 번역은 파팅턴(Partington) 교수의 것을 인용한 것으로, 저밀도 질산염 화약 혹은 최초 형태의 '화약(火藥)'으로 가득 찬 철솥이 '모든 곳에 불을' 뿜으며 광범위하게 불을 내며 철을 뚫을 수 있는 효과를 가지고 있으며, 몇 리 박에서도 들리는 '번개 같은 소리'를 내어, 사람과 소가죽이 '절쇄(切碎)'되어 사방으로 흩어진다고 기술되었다.

## 2단계(1251–1260)
1251년, 몽케를 카안(qa'an) 혹은 대칸(Great Khan)으로 선발하면서 몽골의 남송 공격은 거세졌다. 1253년, 몽골군은 사천의 성도평원을 가로질러 대리국을 정복하였다. 1254년, 몽골군은 Ho-chiou를 포위하였다가 금방 풀었다. 몽케의 형제 쿠빌라이와 장군 우량카다이는 운남(雲南)과 티벳을 평정하였고 베트남의 쩐 왕조(陳朝, Trần dynasty)를 침공하였다.
1257년까지, 우량카다이는 중국 서남부 원정을 성공으로 이끌었고, 동쪽으로 방향을 돌려 다이비엣(大越)로 향하기 전에 티벳 부족들을 평정하였다. 1257년 가을, 우량카다이는 다이비엣 황제 쩐타이똥(Trần Thái Tông)에게 세 통의 서신을 보내어 중국 화남으로 가는 길을 요구하였다. 세 사절단이 다이비엣의 수도 탕롱(昇龍, Thang Long, 오늘날의 하노이)에 감금된 후, 1257년 12월 우량카다이는 장군 트레첵두(Trechecdu)와 아주(Aju)와 함께 후면에서 침공하였다. 1257년 10월, 몽케는 중국 화남으로 떠났고 1258년 5월, 육반산(六盤山) 인근에 캠프를 차렸다. 1258년, 몽케는 몽골군의 2/3를 이끌고 사천에 들어갔다.
『대월사기전서(大越史記全書, Đại Việt Sử ký toàn thư)』에 의하면, 1258년 1월 17일, 우량카다이의 몽골군은 탕롱 서북부의 빈레초원(Bình Lệ steppe, 오늘날 박학Bạch Hạc)에서 수적으로 우세한 쩐조의 군대와 전투를 벌였다. 1258년 1월 22일, 우량카다이는 대월의 수도 탕롱을 함락하는데 성공했다. 중국 문헌에서는 우량카다이가 악천후로 인해 점령 9일 후에 베트남에서 철군했다고 잘못 기술되어 있는 반면, 우량카다이가 실제로 탕롱을 떠난 것은 1259년이었다. 이때 우량카다이는 몽케 칸 휘하 사천 공격군, 그리고 오늘날 산동(山東)과 하남(河南) 일대 공격군과 협력하여 오늘날 광서(廣西) 일대 남송 영토를 침공하고자 하였다. 1259년 11월 17일경, 쿠빌라이는 호북(湖北) 악주(鄂州) 포위전 동안 우량카다이의 군대가 탕롱에서 광서 영주(永州, 오늘날 광서 남녕南寧)와 계림(桂林)을 경유하여 담주(潭州, 오늘날 장사長沙)로 진군한다는 전령을 영접했다. 이후 우량카다이의 군대는 화북으로 돌아가고자 장강 북쪽에 있었던 쿠빌라이에게 합류하고자 싸우면서 길을 뚫었다. 1259년 8월 11일, 조어성(釣魚城, 오늘날 중경重慶)에서 전쟁하는 동안, 몽케는 인근에서 이질 혹은 콜레라로 로 추정되는 병으로 사망하였다.
반면, 남송 중앙 정부는 몽골군, 복건(福建) 일대 안몽표(晏夢彪)의 난, 호남의 농민 반란을 대처할 능력이 없었다. 남송 조정은 이종(理宗)의 처가인 가씨(賈氏)와 염씨(閻氏), 환관 동송신(董宋臣)과 노윤승(盧允升, 혹은 盧允昇)이 전권을 장악하고 있었다. 1260년, 가사도(賈似道)는 새로 즉위한 황제 남송 도종(南宋度宗) 조기를 조종하였고, 반대하는 신하인 문천상(文天祥)과 이불(李芾)을 추방했다. 남송 재정 상태가 매우 안 좋았기에, 가사도는 법을 통해 토산 상품 규제를 개혁하려 하였다.
돌화창(突火槍)과 같은 화약무기는 남송군이 몽골군을 공격할 때에 사용되었으며, 대나무관을 통해 총알을 발사했다.
운남, 귀주(貴州), 사천의 토사(土司)의 장과 지역 추장들 역시 원의 규율에 복속하여 관직을 유지했다. 파주토사(播州土司)의 장인 양씨(楊氏)는 당송 왕조로부터 직위를 인정받았으며, 원과 명(明) 역시 양씨의 파주토사 지배를 인정하였다. 수서토사(水西土司) 나씨(羅氏) 혹은 '나씨귀국(羅氏鬼國)'은 추장 아자(阿榨) 혹은 아찰(阿察)의 통치 시기에 원에 귀부하였고, 송대에는 보귀(普貴), 당대에는 아패(阿珮)가 귀부하였다. 이들의 조상은 삼국시대 촉(蜀)의 제갈량(諸葛亮)을 도와 맹획(孟獲)을 공격한 화제(火濟) 혹은 제화(濟火)로 거슬러 올라간다. 이들은 명(明)대에도 지배를 인정받았다.

## 남송의 항복(1260–1276)

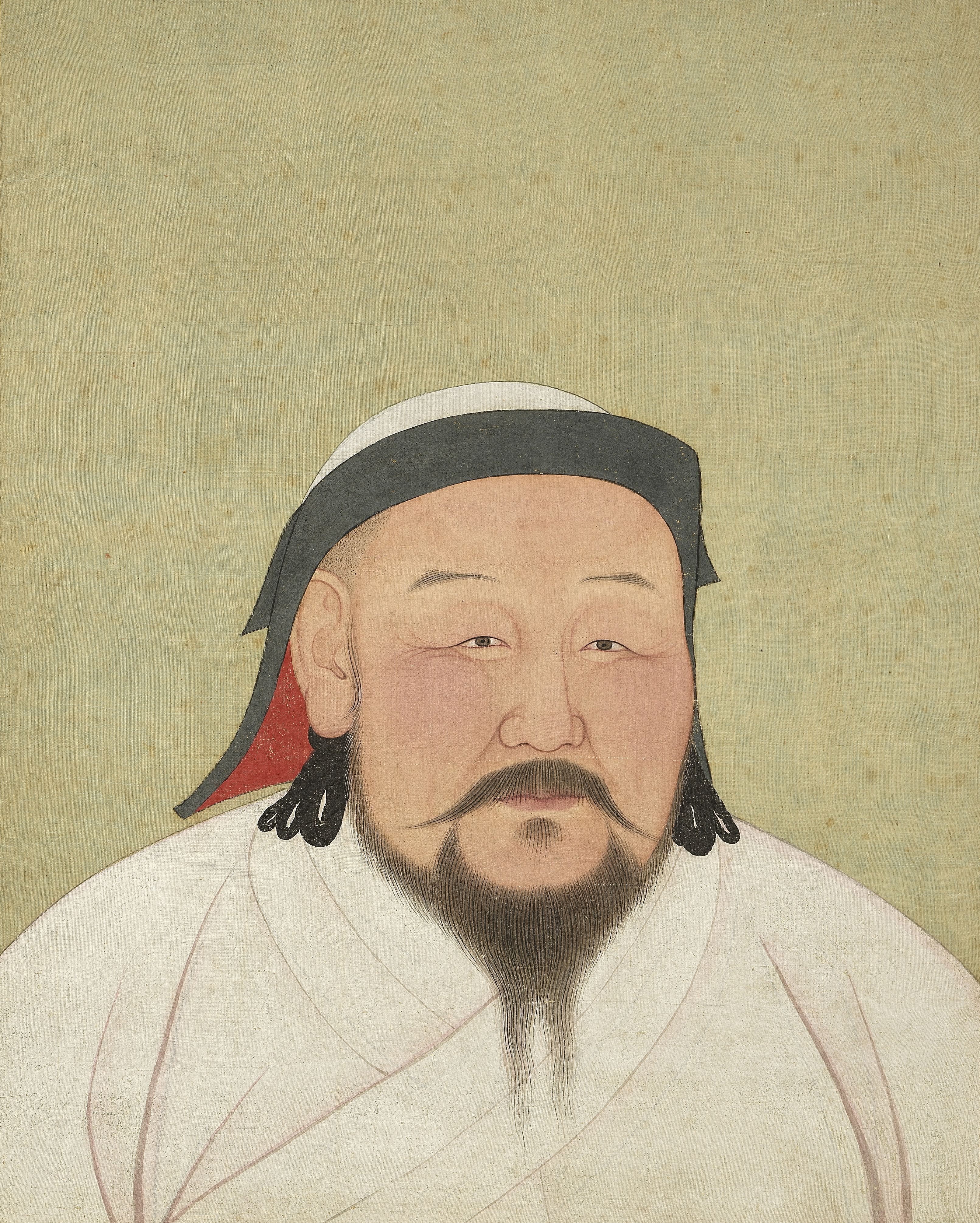
몽골제국의 카안(Qa'an) 혹은 대칸(Great Khan) 혹은 원(元) 황제 쿠빌라이 칸(Kublai Khan). 1294년 작품.

1260년, 쿠빌라이(Kublai)가 몽골제국에 대칸 혹은 카안으로 임명되자, 남송 정벌을 할 수 있게 되었지만 비용이 문제였다. 1260-1264년, 자신의 동생이자 북부 지휘권을 벗어나서 수도 카라코룸(Karakorum)에 주둔한 아리크부카(Ariq Böke)가 이끄는 몽골군의 반란이 발생하였다. 이로 인해 톨루이의 반란(Toluid Civil War)이 발생하였고, 1265년 사천 조어성에서 크게 부딪쳤다. 몽골군을 남송의 육군과 수군과 싸워 승리하였고, 100척 이상의 님송 선박을 나포했다.
원(元)은 신부군(新附軍)이라 불렸던 항복한 금군과 송군 가운데 한군(漢軍)을 결성하였다. 몽골에 귀부하거나 항복한 남송 한군은 몽골군으로부터 고려 여인들을 받았다. 이들은 몽골군이 고려에 침공하여 전리품으로 데려온 이들이었다. 몽골군에 투항한 남송군 대부분에게 쿠빌라이 칸은 황소, 의복, 토지를 주었다. 승전에 대한 포상으로 속지로 분랄된 땅은 몽골군에 투항한 한인 장교들에게 주어졌다. 몽골군에 항복한 남송 한군에게 원은 군둔(軍屯)을 주었다.
1268년, 몽골군은 한수(漢水) 가에 있으면서 장강(長江)으로의 접근을 통제하고 주요 교역지 항주(杭州)로 가는 관문이었던 양양(襄陽)에서 진격을 멈췄다. 양양성벽은 6-7미터 두께에 폭 5킬로미터의 넓이의 성을 감쌌다. 주요 성문들은 한 수로로 나 있었지만 여름에 이 수로를 걸어가는 것은 불가능했으며, 겨울에는 늪과 연못과 진흙밭으로 통과할 수 없었다. 양양은 강둑 반대편에 번성(樊城)이라는 쌍둥이 도시가 있었고, 그곳으로 주교(舟橋)를 텅해 연결되어 있어 방어군은 이로부터 포위를 깨려 했다. 그러나 아주 휘하 몽골군은 그럴 때마다 이를 훼방하였고 매번 수천 명에 이르는 남송의 원군을 격파하였다. 화중과학기술대학(華中科學技術大學) 장량고(Zhang Lianggao)는 함형(咸淳) 5년(1269), 몽골군이 장강협곡(Yangtze River valley)을 침공했지만 격퇴되었다고 말한다. 함형 6년(1270) 도종 통치기간 동안 남송의 전복의 위험속에서도 무영탑(無影塔)이 개축되었다.
승전으로 아주는 쿠빌라이에게 일한국(Ilkhanate)의 강력한 포위기계(siege machine)를 요청했다. 이라크 모술(Mosul) 출신 이스마일(Ismail)과 알 알 딘(Al al-Din)은 남중국에 도착하여 포탄을 쓸 수 있는 평형추로 움직이는 투석기(trebuchet)를 조립하였다. 이들은 새로운 투석기와 더 작은 투석기(mangonel), 견인 투석기(traction trebuchet)를 만들었다. 1258년, 새로운 평형추 투석기 설계는 1258년 바그다드 포위전에서 훌라구(Hulagu)가 사용한 설계를 가져다 썼다. 훌라구가 쓴 평형추 투석기는 일한국 공식 사서에는 프랑스 만고넬(Frankish mangonels)이라고 칭하였는데, 거의 대부분 십자군 국가(Crusader state) 신하들에게서 빌려왔다. 이는 늦어도 1242년까지 프랑스 십자군에 의해 레반트(Levant)로 보내졌다. 일한국 역사가 라쉬드 알 딘(Rashid Al-Din)에 의하면, 1268년 투석기 도입은 매우 결정적인 시건으로, 몽골군이 이전에는 함락하지 못할 것으로 생각한 도시들을 급속히 정복하게 하였다.
수 세기동안 중국에는 포탄이 사용되었지만, 투석기의 평형추 시스템은 토션(torsion) 유형과 달리 사거리가 길었고 명중률이 정확했지만, 움직이는 군대의 식별 역시 쉽게 했다. 반면 토션 타입은 반복해서 감아야 했다. 따라서 페르시아인들이 만든 평형추 투석기는 사거리가 더 길고 그렇기에 몽골군에게도 안전하게 번성 성벽을 파괴하는데 도움이 되었다. 무슬림과 또다른 중국 엔지니어는 몽골군에 대한 대포와 공성무기(siege engine)를 가동했다. 따라서 최초로 견인 투석기를 발명한 중국인은 이제 몽골군 진영에 있는 페르시아인 설계의 평형추 투석기를 맞이하였고, 1273년 중국인은 자체적으로 평형추 투석기를 만들게 되었다. 한 중국 문헌에서는 '1273년 전방 도시들이 모두 점령되었다. 그러나 무슬림 투석기는 새롭고 정교하게 만들어졌고, 이전에 사용한 것보다 훨씬 좋은 다른 종류도 사용 가능했다.'고 기록되었다.
포위동안, 몽골군과 남송군은 화약으로 가득한 무쇠 폭탄의 일종인 진천뢰(震天雷)를 사용하였다. 각 탄환은 투석기나 다른 방식으로 전달되었다. 사람과 사물에 가하는 진천뢰의 위력은 가히 파괴적이었고, 폭탄이 폭발하면서 탄피에 철갑이 뚫리면서도 소음은 파괴적이었으며 몇 킬로미터 밖에서도 울렸다. 또한 몽골군은 포위 쇠뇌를 사용했고 남송군은 화전(火箭)과 화창(火槍)을 사용했다.
여씨(呂氏) 가문으로 인하여 발생한 남송의 정치 대립은 양양성과 번성의 함락을 가져다 주었다. 사기가 떨어지면서 많은 사람들이 남송에 대한 여씨의 충성심에 의문을 던졌고, 황제는 가사도에게 지휘하지 못하게 했다. 여씨의 정적 이정지(李庭芝)가 지휘관에 임명되었다. 가사도는 여씨가 이정지의 지시를 무시해도 좋다고 하였고 이로 인해 지휘 계통이 분열되었다. 이정지는 포위 중에 몇몇 휴지기동안 일시적인 보급만 가능했을 뿐, 양양성과 번성을 구원하지 못했다.
몽골군 지휘관 바린 바얀(Bayan of the Baarin)은 양로(Yang lo) 요새를 점거하는데 필요한 다리를 짓기 위해, 군대 절반을 상류로 보내어 남쪽 강안으로 건너게 했다. 남송군 3천명이 한수를 거슬러 올라왔으나 격퇴되었고, 배 50척이 파괴되고 2천명이 사망했다. 해전에서 남송군은 외륜선(外輪船, paddle ship)을 이용했고, 최소한 몇몇 배에서는 화팡, 쇠뇌, 포탄이 배치되었다.

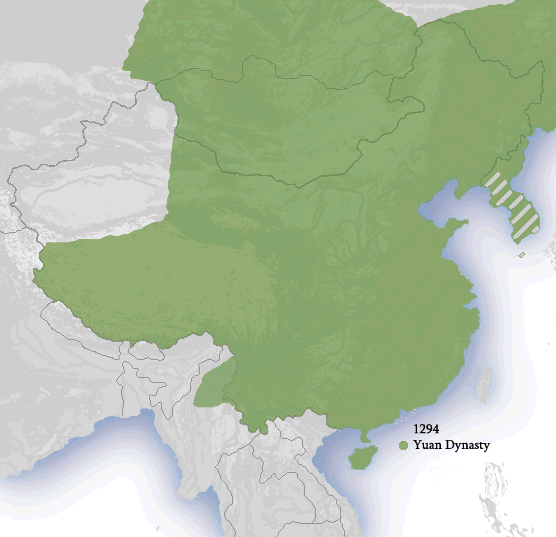
남송 정벌 이후 쿠빌라이칸 치하의 원(元)

양양의 지휘관 여문환(呂文煥)은 몽골군에 투항했고 양양의 행정관에 임명되었다. 항복한 지휘관을 포함한 몽골군 전군은 이제 장강을 타고 내려갔으며, 여문환은 하류 주둔군 대부분을 지휘하고 있었기에 가는 길마다 요새들이 항복했다. 1270년, 쿠빌라이는 선박 5천척을 건조할 것을 지시했다. 3년 후, 다시 2천척 건조를 지시했다. 이는 남송 정벌군 5만명을 실을 수 있었다.
1273년, 번성이 함락되었고, 몽골군은 번성 주민 전체를 죽여 양양성을 공포에 떨게 했다. 양양성 항복 후, 1천척이 배치되었다. 남송군 선단은 작전용 해병보다는 해안방어군 혹은 연안경비용이었지만 몽골군보다는 항 수 위였다. 바얀의 지휘 하에 쿠빌라이는 한수가의 양양에 대하여 강에서 공격하게 했다. 몽골군은 결국 승기를 잡았지만 그러기 위해 5년 이상의 시간이 걸렸다.
1271년, 쿠빌라이는 원(元)을 건국하였다. 1273년, 몽골군은 한수애서 승리를 거뒀다. 장강은 남송을 정벌할 선단에게 열려 있었다. 1년 후, 어린 황제 조현(趙㬎)이 황제가 되었다. 저항이 계속되자, 1275년 바얀은 상주(常州) 주민을 학살하였다. 1276년 1월에는 장사(長沙)에서 남송군이 대규모로 자살했다. 몽골군과 항복한 한인군대의 연합 선단과 부대가 진격하고 지방이 차례차례 항복하자, 가사도는 자신만이라도 투항하려 했으나 바얀이 받아들이지 않았다.
남송의 마지막 파견 부대가 참패하면서 건강(建康)이 함락되었고 가사도는 살해되었다. 남송 수도 임안(臨安)은 문천상(文天祥)과 장세걸(張世傑)이 지키고 있었다.
1276년 2월, 바얀과 동문병( Dong Wenbing)이 임안 바깥에 주둔하자, 이종(理宗)의 황후 사도청(謝道淸)과 도종(度宗)의 황후 전황후(全皇后)는 어린 공제(恭帝) 조현과 옥새를 가지고 항복했다.
역사학자 패트리샤 버클리 에브리(Patricia Buckley Ebrey)는 원은 여진의 금(金)의 황족 완안씨(完顏氏)를 가혹하게 대우하여 수백 명을 완전히 도살했으며, 탕구트(Tangut)의 서하(西夏)에게도 그랬다고 전한다. 그러나 에브리는 여진군이 북송 황제를 끌고 만주로 간 정강지변(靖康之變)과 달리, 몽골군은 남송 황족 조씨(趙氏)에게는 관대하였고, 공제와 모친은 물론 모든 임안 주민들을 그대로 살게 했고 약탈도 하지 않았으며, 생업에 계속 종사하게 하였고 남송 관료를 재임용했다고 전한다. 몽골군은 남송의 궁녀들을 상도(上都)의 한족 예술가와 궁녀들을 결혼시켰다. 쿠빌라이는 자신의 집안인 보르지긴(Borjigin) 가문 공주를 공제의 아내로 보내었고, 이들 사이에는 조완보(趙完普)가 태어났다.
공제는 납치되었지만 장작, 문천상, 장세걸 등의 충신들은 공제의 동생 조시(趙昰)와 조병(趙昺)을 옹립하였다. 조시는 복주(福州)에서 즉위, 단종(端宗)으로 훗날 칭해졌으나 얼마 후 광동(廣東)으로 도주 중에 죽었다. 조병은 오늘날 홍콩 인근 란타우 섬(Lantau Island)에서 즉위했다. 1279년 3월 19일, 몽골군은 애산전투(崖山戰鬪)에서 최후의 남송군과 교전하였다. 전투 후 침공군에 대한 최후의 저항으로 육수부(陸秀夫)는 8살 황제를 끌어안고 애산 바다로 떨어져 생을 마감하였다. 이로써 남송은 멸망하였다.